# Веласко Дамас, Хуан
Хуа́н Вела́ско Да́мас (исп. Juan Velasco Damas; 15 мая 1977, Севилья) — испанский футболист, защитник, тренер.

## Карьера
Веласко — воспитанник школы футбольного клуба «Кориа». Профессиональную карьеру Веласко начинал во второй команде «Севильи». Затем защитник был замечен и в основной команде. За «Севилью» футболист сыграл 80 матчей и забил 3 гола. В 1999 году Веласко перешёл в ФК «Сельта» из Виго. В январе 2000 года Веласко дебютировал в национальной команде. Тот матч завершился со счётом 3:0 в пользу испанцев. В 2004 Веласко перешёл в «Атлетико Мадрид», где сыграл 46 матчей. В 2006 из «Атлетико» Веласко перебрался в «Эспаньол». В составе «попугаев» Веласко провёл лишь 20 матчей. 18 февраля 2008 года Веласко подписал трёхмесячный контракт с «Норвич Сити». Затем Веласко перешёл в греческий клуб «Пантракикос». Клуб в сезоне 2007/08 занял 3 место в Бета Этники, тем самым получив путёвку в Высшую лигу. В январе 2010 года перешёл в «Ларису», за которую провел 27 матчей. Завершил карьеру в июне 2011 года в 34 года.